# ハミルトニアン
ハミルトニアン（英: Hamiltonian）あるいはハミルトン関数、特性関数（とくせいかんすう）は、物理学におけるエネルギーに対応する物理量である。各物理系の持つ多くの性質は、ハミルトニアンによって特徴づけられる。名称はイギリスの物理学者ウィリアム・ローワン・ハミルトンに因む。
ここでは、古典力学（解析力学）と量子力学の2つの体系に分けて説明するが、量子力学が古典力学から発展した経緯から、両者は密接に関連する。ハミルトニアンはそれぞれの体系に応じて関数または演算子もしくは行列の形式をとる。例えば、古典力学においてはハミルトニアンは正準変数の関数であり、量子力学では正準変数を量子化した演算子（もしくは行列）の形をとる。

## 解析力学（古典力学）
解析力学または古典力学においてハミルトニアン H とは、T を運動エネルギー、V をポテンシャルエネルギーとして、全エネルギー を
{\displaystyle H=H(q,p;t)\,=T+V}
のように一般化座標 q 、一般化運動量 p によって表した関数のことである。ただし t は時間とする。

### 構成方法
ハミルトニアンは、ラグランジュ形式の解析力学におけるラグランジアンをルジャンドル変換することで構成される。その具体的な方法は次のとおりである。
まず、対象とする系に対してラグランジアン L = L ({qi}, {i}; t) を構成する。次に正準運動量を
{\displaystyle p_{i}={\partial L \over {\partial {\dot {q}}_{i}}}}
で定義する。この正準運動量を用いて、ラグランジアンに対して、変数の組 (qi, i) から (qi, pi) へのルジャンドル変換を行う。その結果、ハミルトニアン
{\displaystyle H(\{q_{i}\},\{p_{i}\};t)=\sum _{i}p_{i}{\dot {q}}_{i}-L(\left\{q_{i}\right\},\left\{{\dot {q}}_{i}\right\};t)}
が得られる。ここで、右辺に現れる {i} は正準運動量の定義式を通じて、{pi} で書き直し、ハミルトニアンを ({qi}, {pi}) の関数として表す必要がある。
なお、ラグランジアンの全微分が、
{\displaystyle dL=\sum _{i}\left\{p_{i}d{\dot {q}}_{i}+{\dot {p}}_{i}dq_{i}\right\}}
となることに着目すると
{\displaystyle dH=\sum _{i}\left\{dp_{i}\cdot {\dot {q}}_{i}+p_{i}d{\dot {q}}_{i}\right\}-dL=\sum _{i}\left\{{\dot {q}}_{i}dp_{i}-{\dot {p}}_{i}dq_{i}\right\}}
であり、この表式からハミルトンの正準方程式が導かれる。
対象とする系に対し、いろいろな座標系の取り方が可能である。例を挙げると、中心力場の問題では、極座標系で記述されることが多い。これはその方が問題を解く上で通常の直交座標系を使うより便利なためである。扱う系により、扱うのに適した座標系はまちまちとなる。

## 量子力学
量子力学においてもハミルトニアンは、系の全エネルギーを表す。ただし量子力学では、正準量子化に従って位置と運動量を演算子で表す。従って、位置と運動量の関数であるハミルトニアンは演算子としての性質を持つ。また、両側を基底関数で挟むことによって無限次元の行列としても表現される。この表現の異なり方をシュレーディンガーの波動方程式とハイゼンベルクの行列力学が争ったが最終的には等価であることが証明された。すなわち解く状況に応じて都合のいいように取ればよいのである。
具体例として時間に依存しない場合のシュレーディンガー方程式を扱う。時間に依存しない場合のシュレーディンガー方程式は固有関数または固有状態を Ψ、エネルギー固有値を E とする固有値問題の形をとる。
{\displaystyle {\hat {H}}\Psi =E\Psi }
行列 H に対角化を行うと、上記方程式を解くことができる。現実に解く場合は、無限次元行列を有限な行列に変換して解く。固有値 E が実際に観測される量であるためには、H はエルミート（行列）である必要がある。
ハミルトニアンのスペクトルは、系の全エネルギーを測定したときの可能な測定値の組となる。系の時間発展に密接に関連するため、量子論の定式化の多く部分で重要な働きをする。そしてハミルトニアンは、
{\displaystyle H={1 \over 2m}(-i\hbar {d \over dx})^{2}+V=-{\hbar ^{2} \over 2m}{d^{2} \over dx^{2}}+V}
である。

## ハミルトニアンの代表例

### 自由粒子系
相互作用のない自由粒子系を考える。3次元空間を運動する1粒子の場合、運動エネルギーは以下で与えられる。
{\displaystyle T={m \over 2}({\dot {x}}^{2}+{\dot {y}}^{2}+{\dot {z}}^{2})={1 \over {2m}}(p_{x}^{2}+p_{y}^{2}+p_{z}^{2})}
ただし、正準運動量 px は
{\displaystyle p_{x}={{\partial T} \over {\partial {\dot {x}}}}=m{\dot {x}}}
であり、py, pz も同様に与えられるものとする。ポテンシャル V は、ゼロであることから、ハミルトニアンは
{\displaystyle H={1 \over {2m}}(p_{x}^{2}+p_{y}^{2}+p_{z}^{2})}
となる。N 粒子系であれば、
{\displaystyle H=\sum _{i=1}^{N}{1 \over {2m}}(p_{xi}^{2}+p_{yi}^{2}+p_{zi}^{2})}
である。H は時間 t に対して不変である。

### 保存力が存在する場合
3次元空間の1質点系で、ポテンシャル場 U による保存力が作用する場合を考える。このとき、ハミルトニアンは
{\displaystyle H={1 \over {2m}}({p_{x}}^{2}+{p_{y}}^{2}+{p_{z}}^{2})+U(x,y,z)}
となる。U は時間 t に依存しないので、H も t に対して不変である。極座標 (r , θ, φ) による表示を行えば
{\displaystyle {\begin{aligned}&T={m \over 2}({\dot {r}}^{2}+r^{2}{\dot {\theta }}^{2}+r^{2}\sin ^{2}{\theta }{\dot {\phi }}^{2}),\\&p_{r}={{\partial T} \over {\partial {\dot {r}}}}=m{\dot {r}},\quad p_{\theta }={{\partial T} \over {\partial {\dot {\theta }}}}=mr^{2}{\dot {\theta }},\quad p_{\phi }={{\partial T} \over {\partial {\dot {\phi }}}}=mr^{2}\sin ^{2}{\theta }{\dot {\phi }}\end{aligned}}}
より、
{\displaystyle H={\frac {1}{2m}}\left(p_{r}^{2}+{\frac {1}{r^{2}}}p_{\theta }^{2}+{\frac {1}{r^{2}\sin ^{2}\theta }}p_{\phi }^{2}\right)+U(r,\theta ,\phi )}
となる。また、正準量子化すると
{\displaystyle {\hat {H}}=-{\frac {\hbar ^{2}}{2m}}\left({\frac {\partial ^{2}}{\partial x^{2}}}+{\frac {\partial ^{2}}{\partial y^{2}}}+{\frac {\partial ^{2}}{\partial z^{2}}}\right)+U(x,y,z)}
となる。